# Пикалиха (Псковская область)
Пикалиха — деревня в Карамышевской волости Псковского района Псковской области России.
Расположена в 0,5 км к востоку от села Карамышево и в 34 км к востоку от центра города Пскова. Расстояние до Москвы - 571 км. Ближайший аэропорт - Псков (22 км.)
| 2001 | 2002 | 2010 |
| ---- | ---- | ---- |
| 40   | ↘33  | ↘30  |